# Indios de Mayagüez 2015 (pallavolo)
Questa voce raccoglie le informazioni riguardanti gli Indios de Mayagüez nelle competizioni ufficiali della stagione 2015.

## Organigramma societario
Area direttiva
- Presidente: Karimar Brown, Alex Brown
- Responsabile della proprietà: Erick Ramos

Area tecnica
- Primo allenatore: Ramón Hernández (fino a settembre), Kim Willoughby (ad interim), Juan Francisco León (da settembre)
- Secondo allenatore: Kim Willoughby, Herny Padilla
- Statistico: Pablo Pérez

Area sanitaria
- Fisioterapista: Fernando Estevez

## Rosa
| N° | Nome                  | Ruolo | Data di nascita   | Nazionalità sportiva |
| -- | --------------------- | ----- | ----------------- | -------------------- |
| 1  | José Guilloty         | P     | 12 aprile 1977    | Porto Rico           |
| 3  | Juan Carlos Rodríguez | P     | 1º ottobre 1992   | Porto Rico           |
| 4  | Paul Sanderson        | S     | 7 gennaio 1985    | Australia            |
| 6  | Luis Quiñones         | C     | 22 settembre 1983 | Porto Rico           |
| 7  | Carlos López          | P     | -                 | Porto Rico           |
| 8  | Iván Pérez            | S     | 13 febbraio 1985  | Porto Rico           |
| 9  | Ángel Rivera          | C     | 12 maggio 1992    | Porto Rico           |
| 10 | Mannix Román          | C     | 17 gennaio 1983   | Porto Rico           |
| 11 | Rúben Martínez        | S     | -                 | Porto Rico           |
| 13 | Ángel Matías          | L     | 30 luglio 1976    | Porto Rico           |
| 15 | Alberto Bravo         | S/O   | 1º dicembre 1988  | Porto Rico           |
| 16 | Jackson Rivera        | S     | 19 agosto 1987    | Porto Rico           |
| 17 | Saúl Morales          | L     | -                 | Porto Rico           |
| 18 | Edwin Aquino          | C     | 9 novembre 1984   | Porto Rico           |
| 19 | Jorge Mencía          | S/O   | 14 aprile 1990    | Porto Rico           |

## Mercato
| Acquisti | Acquisti              | Acquisti             | Acquisti              |
| R.       | Nome                  | da                   | Modalità              |
| -------- | --------------------- | -------------------- | --------------------- |
| C        | Luis Quiñones         | Patriotas de Lares   | definitivo            |
| S        | Rúben Martínez        | Capitanes de Arecibo | definitivo            |
| S        | Jackson Rivera        | Impavida Ortona      | definitivo            |
| L        | Saúl Morales          | Patriotas de Lares   | definitivo            |
| S/O      | Jorge Mencía          | Jakarta BNI          | definitivo            |
| S        | Paul Sanderson        | Jakarta Pertamina    | definitivo            |
| P        | Juan Carlos Rodríguez | Capitanes de Arecibo | definitivo            |
| C        | Edwin Aquino          | Patriotas de Lares   | acquisto del prestito |

| Cessioni | Cessioni            | Cessioni                 | Cessioni      |
| R.       | Nome                | a                        | Modalità      |
| -------- | ------------------- | ------------------------ | ------------- |
| S        | Jorge López         | Mets de Guaynabo         | definitivo    |
| L        | Marcos Liendo       | Huracanes de Bolívar     | definitivo    |
| C        | Luis Candelario     | Changos de Naranjito     | fine prestito |
| C        | Josué Núñez         | Plataneros de Corozal    | fine prestito |
| S/O      | Juan Vázquez        | Mets de Guaynabo         | definitivo    |
| L        | José Mulero         | Patriotas de Lares       | definitivo    |
| S        | Ezequiel Cruz       | Plataneros de Corozal    | fine prestito |
| P        | Guillermo Rodríguez | -                        | ritirato      |
| S        | Iván Pérez          | Caribes de San Sebastián | definitivo    |

## Risultati

### LVSM

#### Regular season
| 1ª giornata - 20 agosto 2015 Palacio de Recreación y Deportes, Mayagüez     | Indios de Mayagüez       | 3 - 1 | Gigantes de Carolina     | 25-18, 21-25, 26-24, 26-24        |
| 2ª giornata - 22 agosto 2015 Coliseo Félix Méndez Acevedo, Lares            | Patriotas de Lares       | 0 - 3 | Indios de Mayagüez       | 23-25, 19-25, 19-25               |
| 3ª giornata - 25 agosto 2015 Palacio de Recreación y Deportes, Mayagüez     | Indios de Mayagüez       | 3 - 2 | Caribes de San Sebastián | 10-25, 21-25, 25-22, 25-21, 15-13 |
| 4ª giornata - 30 agosto 2015 Coliseo Gelito Ortega, Naranjito               | Changos de Naranjito     | 3 - 2 | Indios de Mayagüez       | 25-20, 25-20, 16-25, 21-25, 16-14 |
| 5ª giornata - 3 settembre 2015 Coliseo Carmen Zoraida Figueroa, Corozal     | Plataneros de Corozal    | 0 - 3 | Indios de Mayagüez       | 25-21, 19-25, 20-25, 22-25        |
| 6ª giornata - 5 settembre 2015 Palacio de Recreación y Deportes, Mayagüez   | Indios de Mayagüez       | 0 - 3 | Mets de Guaynabo         | 20-25, 18-25, 22-25               |
| 7ª giornata - 11 settembre 2015 Palacio de Recreación y Deportes, Mayagüez  | Indios de Mayagüez       | 2 - 3 | Capitanes de Arecibo     | 17-25, 25-21, 21-25, 25-23, 13-15 |
| 8ª giornata - 13 settembre 2015 Coliseo Manuel Iguina, Arecibo              | Capitanes de Arecibo     | 3 - 0 | Indios de Mayagüez       | 25-19, 25-22, 25-23               |
| 9ª giornata - 18 settembre 2015 Coliseo Mario Morales, Guaynabo             | Mets de Guaynabo         | 3 - 0 | Indios de Mayagüez       | 25-23, 25-20, 25-22               |
| 10ª giornata - 20 settembre 2015 Palacio de Recreación y Deportes, Mayagüez | Indios de Mayagüez       | 3 - 1 | Plataneros de Corozal    | 25-22, 18-25, 25-20, 25-18        |
| 11ª giornata - 23 settembre 2015 Coliseo Rebekah Colberg Cabrera, Cabo Rojo | Indios de Mayagüez       | 3 - 2 | Changos de Naranjito     | 23-25, 23-25, 25-20, 25-13, 15-10 |
| 12ª giornata - 27 settembre 2015 Coliseo Luis Aymat Cardona, San Sebastián  | Caribes de San Sebastián | 3 - 2 | Indios de Mayagüez       | 20-25, 25-20, 23-25, 25-23, 15-11 |
| 13ª giornata - 29 settembre 2015 Coliseo Guillermo Angulo, Carolina         | Gigantes de Carolina     | 3 - 0 | Indios de Mayagüez       | 25-22, 25-22, 28-26               |
| 14ª giornata - 1 ottobre 2015 Palacio de Recreación y Deportes, Mayagüez    | Indios de Mayagüez       | 3 - 0 | Patriotas de Lares       | 25-15, 25-23, 25-19               |
| 15ª giornata - 15 ottobre 2015 Palacio de Recreación y Deportes, Mayagüez   | Indios de Mayagüez       | 3 - 1 | Gigantes de Carolina     | 20-25, 25-20, 25-22, 25-19        |
| 16ª giornata - 17 ottobre 2015 Coliseo Félix Méndez Acevedo, Lares          | Patriotas de Lares       | 1 - 3 | Indios de Mayagüez       | 18-25, 20-25, 25-22, 28-30        |
| 17ª giornata - 22 ottobre 2015 Palacio de Recreación y Deportes, Mayagüez   | Indios de Mayagüez       | 1 - 3 | Caribes de San Sebastián | 23-25, 25-27, 25-21, 16-25        |
| 18ª giornata - 24 ottobre 2015 Coliseo Gelito Ortega, Naranjito             | Changos de Naranjito     | 1 - 3 | Indios de Mayagüez       | 16-25, 24-26, 25-23, 29-31        |
| 19ª giornata - 30 ottobre 2015 Palacio de Recreación y Deportes, Mayagüez   | Indios de Mayagüez       | 3 - 2 | Mets de Guaynabo         | 18-25, 25-22, 20-25, 25-23, 15-8  |
| 20ª giornata - 1 novembre 2015 Coliseo Carmen Zoraida Figueroa, Corozal     | Plataneros de Corozal    | 3 - 1 | Indios de Mayagüez       | 22-25, 25-23, 25-22, 25-23        |
| 21ª giornata - 5 novembre 2015 Coliseo Félix Méndez Acevedo, Lares          | Capitanes de Arecibo     | 1 - 3 | Indios de Mayagüez       | 22-25, 25-14, 19-25, 23-25        |
| 22ª giornata - 7 novembre 2015 Palacio de Recreación y Deportes, Mayagüez   | Indios de Mayagüez       | 1 - 3 | Capitanes de Arecibo     | 13-25, 26-24, 18-25, 21-25        |
| 23ª giornata - 9 novembre 2015 Coliseo Luis Aymat Cardona, San Sebastián    | Caribes de San Sebastián | 3 - 1 | Indios de Mayagüez       | 25-20, 25-18, 23-25, 25-23        |
| 24ª giornata - 11 novembre 2015 Palacio de Recreación y Deportes, Mayagüez  | Indios de Mayagüez       | 3 - 0 | Patriotas de Lares       | 25-22, 25-21, 28-26               |

#### Play-off
| Quarti di finale (gara 1) - 16 novembre 2015 Coliseo Guillermo Angulo, Carolina         | Gigantes de Carolina | 3 - 0 | Indios de Mayagüez   | 25-22, 25-23, 25-22               |
| Quarti di finale (gara 2) - 17 novembre 2015 Coliseo Multiusos Ismael Delgado, Aguada   | Indios de Mayagüez   | 2 - 3 | Mets de Guaynabo     | 12-25, 25-22, 25-21, 18-25, 13-15 |
| Quarti di finale (gara 4) - 20 novembre 2015 Coliseo Mario Morales, Guaynabo            | Mets de Guaynabo     | 3 - 1 | Indios de Mayagüez   | 20-25, 25-18, 25-15, 25-18        |
| Quarti di finale (gara 5) - 22 novembre 2015 Palacio de Recreación y Deportes, Mayagüez | Indios de Mayagüez   | 1 - 3 | Gigantes de Carolina | 18-25, 21-25, 25-17, 27-29        |

## Statistiche

### Statistiche di squadra
| Competizione | Punti | In casa | In casa | In casa | In trasferta | In trasferta | In trasferta | Totale | Totale | Totale |
| Competizione | Punti | G       | V       | P       | G            | V            | P            | G      | V      | P      |
| ------------ | ----- | ------- | ------- | ------- | ------------ | ------------ | ------------ | ------ | ------ | ------ |
| LVSM         | 39    | 14      | 8       | 6       | 14           | 5            | 9            | 28     | 13     | 15     |
| Totale       | -     | 14      | 8       | 6       | 14           | 5            | 9            | 28     | 13     | 15     |

G = partite giocate; V = partite vinte; P = partite perse